# Шон Піннер
Шон Піннер (англ. Shaun Pinner; 1974, Бедфордшир) — колишній військовослужбовець британської армії, який вступив до лав Збройних сил України бійцем-добровольцем і після захоплення був засуджений Верховним судом самопроголошеної Донецької народної республіки (ДНР) до смертної кари у показовому процесі.
Служба в українській морській піхоті робить його солдатом дійсної служби, який має бути під захистом Женевських конвенцій про військовополонених. Однак російські державні ЗМІ зобразили його найманцем. Ідентичні вироки в цьому ж процесі отримали ще один британець Ейден Аслін і марокканець Саадун Брахім. Міністр закордонних справ Великої Британії Ліз Трасс написала у Twitter, що «вирок проти них є кричущим порушенням Женевської конвенції». Захисник навіть не попросив пояснень, чому не були враховані наявні аргументи проти найманства, а лише сказав, що «вину мого підзахисного доведено повністю».
Родина описувала Піннера як шанованого солдата британської армії, де він служив у Королівському англійському полку. Дев'ять років він провів у цьому полку з бездоганним послужним списком. Він також пішов добровольцем воювати проти ІДІЛ на Близькому Сході та служив у місії ООН у Боснії та Герцеговині.
Після виходу на пенсію Піннер деякий час працював утилізатором у Вотфорді, графство Хартфордшир, працюючи близько 16 годин на день. Піннер переїхав до України зі своєю українською дружиною перед тим, як приєднатися до збройних сил країни в 2018 році. Будучи досвідченим вояком, Піннер був призначений командиром загону в Україні.
На момент його захоплення він мав закінчити свій трирічний військовий контракт пізніше 2022 року. Останні чотири роки Піннер вважає Україну своєю прийомною країною, а рідним містом називає Маріуполь.
29 червня 2022 року Піннер оскаржив свій смертний вирок, вимагаючи замінити його на довічне ув'язнення. Апеляція буде розглянута протягом двох тижнів; У разі відхилення Піннер, за словами його адвоката, проситиме про помилування у глави ДНР. Через день Європейський суд з прав людини наказав Росії забезпечити невиконання смертної кари щодо Піннера та його співв'язня Ейдена Асліна. Росія, однак, заявила, що вона більше не виконує приписи ЄСПЛ, хоча країна має вийти з організації лише у вересні 2022 року. У вересні 2022 року Піннер був звільнений в рамках обміну полоненими.